# Первенство России по мини-футболу 2025/2026
Розыгрыш 35-го первенства России по мини-футболу (Высшая лига по футзалу) пройдёт с сентября 2025 года и закончится в июне 2026 года.

## Участники
Ушли из Высшей Лиги
- Факел (Сургут) —  перешёл в Суперлигу

Пришли в Высшую Лигу
- Факел-ЮКИОР (Ханты-Мансийск) — дублирующая команда сургутского «Факела»

### Запад
| Клуб                            | Город                 | Площадка                                              |
| ------------------------------- | --------------------- | ----------------------------------------------------- |
| КПРФ-2                          | Москва                | СК «Старт» (Реутов) СК «Юность» (Климовск)            |
| Газпром-Югра-Д                  | Югорск                | СОК КСК «Норд» (ДС «Юбилейный») ДС «Триумф» (Люберцы) |
| Саратов-Волга                   | Саратов               | ФОК «Юбилейный»                                       |
| Торпедо-2                       | Нижегородская область | ФОК «Мещерский»                                       |
| Водник                          | Архангельск           | ЦРС «Норд Арена»                                      |
| Волга                           | Ульяновская область   | УСК «Новое поколение» (Ульяновск)                     |
| ТЗМС                            | Тула                  | УСК «Новое поколение» (Тула) СРЦ «Тулица»             |
| ЛКС-2                           | Липецк                | СК «Атлант» (Копцевы Хутора)                          |
| Факел ЯМАЛ (СШ им. К. Ерёменко) | Новый Уренгой         | СК Делового центра «Ямал»                             |
| Металлург                       | Медногорск            | ФОК «Сокол»                                           |
| Ухта-д                          | Ухта                  | УСК «Ухта»                                            |

### Восток
| Клуб                | Город          | Площадка                                                  |
| ------------------- | -------------- | --------------------------------------------------------- |
| Кузбасс             | Кемерово       | ГЦС «Кузбасс»                                             |
| Синара-ВИЗ-д        | Екатеринбург   | Манеж «ВИЗ-Синара»                                        |
| Тюмень-д            | Тюмень         | СК «Атлант» (Ялуторовск)                                  |
| Южный Урал          | Челябинск      | СК «Метар-Спорт»                                          |
| Глазов              | Глазов         | ЛДС «Глазов Арена» ФОК «Прогресс» Коворк «Арена» (Ижевск) |
| Новая генерация-д   | Сыктывкар      | СК «Орбита»                                               |
| Норильский никель-д | Норильск       | ФОК «Айка» МСК «Сопка» (Красноярск)                       |
| Прогресс-Бионорд    | Пермь          | УСК «Энергия» СК «имени В. П. Сухарева»                   |
| Синтур              | Екатеринбург   | Манеж «ВИЗ-Синара»                                        |
| Факел-ЮКИОР         | Ханты-Мансийск | УСК-1                                                     |

## Формат
Турнир проходит в 2 этапа:
- I этап — Регулярный чемпионат. Участники разделены на 2 конференции: «Восток» и «Запад». В конференции «Запад» команды сыграли по 1 игре на своём и чужом поле, а в группе «Восток» каждая команда сыграла матчи в два круга «на своём и чужом поле» согласно расписанию турнира по 2 матча за тур («домашняя площадка» могла не совпадать с заявленной домашней ареной). В случае ничейного исхода матча регулярного чемпионата назначалась серия послематчевых пенальти, победитель которой получал 2 очка, а проигравший — 1.

- II этап — Из каждой конференции в плей-офф вышли по 8 лучших команд. Серии в 1/8 и 1/4 финала, а также за 3 место играются до двух побед, полуфиналы и финал — до трёх. В случае ничейного исхода в плей-офф назначается дополнительное время 2 тайма по 5 минут; если оно не выявило победителя матча, назначается серия послематчевых 6-метровых ударов.